# Ignace Dionisio Efrem II Rahmani
Ignace Dionisio Efrem II Rahmani (1848 - 1929) là một Thượng phụ người Syria của Giáo hội Công giáo Syria, trực thuộc giáo hội Công giáo Rôma. Ông nguyên là Thượng phụ Tòa Thượng phụ Antioch, nghi lễ Syria. Trước khi lên làm Thượng phụ, ông còn đảm trách nhiều vị trí khác nhau như Giám mục chính tòa Giáo phận Beirut, Giáo phận Mardin and Amida và Tổng giám mục chính tòa Tổng giáo phận Aleppo, tất cả đều thuộc nghi lễ Syria.

## Tiểu sử
Thượng phụ Ignace Dionisio Efrem II Rahmani sinh ngày 9 tháng 10 năm 1848 tại Mossul, thuộc Syria. Sau quá trình tu học dài hạn tại các cơ sở chủng viện theo quy định của Giáo luật, ngày 12 tháng 4 năm 1873, Phó tế Rahmani, 25 tuổi, tiến đến việc được truyền chức linh mục.
Sau gần 5 năm thực hiện các nghi lễ tôn giáo trên thẩm quyền của một linh mục, khoảng năm 1887, tin tức được loan báo rằng linh mục Rahmani, 39 tuổi, gia nhập vào giám mục đoàn hoàn vũ, với chức danh Tổng giám mục Hiệu tòa Edessa in Osrhoëne dei Siri. Lễ tấn phong cho vị giám mục tân cử được tổ chức sau đó vào ngày 2 tháng 10 năm 1887, với phần nghi thức được cử hành các trọng thể bởi vị Chủ phong là Thượng phụ Ignace George Chelhot, Thượng phụ Tòa Thượng phụ Antioch, nghi lễ Syria.
Gần ba năm sau khi được thăng Tổng giám mục, ngày 20 tháng 9 năm 1890, Tổng giám mục Rahmani được chọn vào vị trí Giám mục chính tòa Giáo phận Beirut, nghi lễ Syria, tọa lạc tại Li Băng. Chưa dừng lại, bốn năm sau đó, ngày 1 tháng 5 năm 1894, ông được thuyên chuyển giữ vị trí Tổng giám mục chính tòa Tổng giáo phận Aleppo, nghi lễ Syria.
Bốn năm sau khi thăng Tổng giám mục Aleppo, Tổng giám mục Rahmani là người được Hội đồng Giáo hội Công giáo Syria chọn là Thượng phụ của Giáo hội này, kiêm thêm vị trí Giám mục chính tòa Beirut, vào ngày 9 tháng 10 năm 1898. Phía Giáo hội Công giáo Rôma nhanh chóng chuẩn thuận vào ngày 28 tháng 11 cùng năm.
Sau 30 năm giữ vị trí Thượng phụ, ngày 7 tháng 5 năm 1929, Thượng phụ Ignace Dionisio Efrem II Rahmani qua đời, thọ 81 tuổi.